# Crozon-sur-Vauvre
Crozon-sur-Vauvre is een gemeente in het Franse departement Indre (regio Centre-Val de Loire) en telt 356 inwoners (2004). De plaats maakt deel uit van het arrondissement La Châtre.

## Geografie
De oppervlakte van Crozon-sur-Vauvre bedraagt 28,1 km², de bevolkingsdichtheid is 12,7 inwoners per km².
De onderstaande kaart toont de ligging van Crozon-sur-Vauvre met de belangrijkste infrastructuur en aangrenzende gemeenten.

## Demografie
Onderstaande figuur toont het verloop van het inwonertal (bron: INSEE-tellingen).